# Волобуев, Анатолий Иванович
Анато́лий Ива́нович Волобу́ев (укр. Анатолій Іванович Волобуєв; 16 июня 1953, Ворошиловск, Луганская область, СССР) — советский футболист и украинский тренер. Заслуженный тренер Украины. Заслуженный работник физической культуры и спорта Украины. Избирался депутатом Луганского областного совета. Работал вице-президентом и первым вице-президентом ПФЛ.

## Игровая карьера
Футболом начал заниматься в 1964 году в Алчевске. Первый тренер — Николай Петрович Гарибов. С 1969 года привлекался к тренировкам с главной командой города, а уже в следующем сезоне дебютировал в матчах среди команд класса «Б» в «Коммунарце». Далее выступал за клубы: «Шахтер» Кадиевка, «Горынь» Ровно, «Колос» Павлоград, «Мзиури» Гали, Грузия. В 1971 году в составе сборной Луганской области, будучи её капитаном, выигрывал Кубок Украины «Надежда». Карьеру завершил в 30 лет после травмы мениска.

## Тренерская карьера
После завершения игровой карьеры в 1983 году начал работать инструктором по физической культуре и спорту в тресте «Коммунарскстрой». Тренировал детей 4-х возрастных групп. В том же году на предприятии была организована взрослая футбольная команда «Строитель». Через два года эта команда начала выступать во второй лиге первенства области. В 1988 году «строителей» возглавил Волобуев. В 1989 году «Строитель» перешёл под юрисдикцию Коммунарского металлургического комбината, и по инициативе Волобуева команду, объединившуюся с «Коммунарцем» назвали «Сталь». В 1990 году эта команда завоевала право играть во второй лиге чемпионата СССР. Под руководством Волобуева алчевская «Сталь» прошла путь от чемпионата Украины среди команд коллективов физкультуры и до выступления в высшей лиге чемпионата Украины. В сезоне 2012/13 Волобуев был признал лучшим тренером ПФЛ.
С 2007 по 2009 год работал в луганской «Заре». Был приглашен на должность вице-президента по спортивной работе, но со временем сменил Александра Косевича на посту главного тренера.
Сейчас проживает в Алчевске.

## Достижения
«Сталь» (Алчевск)
- Победитель Первой лиги Украины (1): 2004/05
- Серебряный призёр Первой лиги Украины (1): 2012/13
- Бронзовый призёр Первой лиги Украины (2):   2009/10, 2010/11

## Политическая деятельность
В 2010 году по мажоритарному округу № 2 (город Алчевск) был избран в Луганский областной совет. Работал в постоянной комиссии областного совета по вопросам образования, науки, культуры, молодёжи и спорта.

## Образование
В 1986 году окончил Луганский педагогический институт. Квалификация — учитель физической культуры.

## Семья
Женат. Дочь Марина.

## Награды
- Награждён почётными званиями «Заслуженный тренер Украины»[1] и «Заслуженный работник физической культуры и спорта Украины»[1], Почётной грамотой Верховной Рады Украины[1].
- Награждён медалью «За труд и победу»[10],
- Награждён высшей наградой ПФЛ — «Бриллиантовым знаком отличия»[11].
- Почетный гражданин Алчевска.